# Alex Mowatt
Alex James Mowatt (Doncaster, Inglaterra, 13 de febrero de 1995) es un futbolista inglés que juega de centrocampista en el West Bromwich Albion F. C. de la EFL Championship de Inglaterra.

## Trayectoria
Mowatt, surgido de la cantera del Leeds United, hizo su debut en el club a los 18 años, el 27 de agosto de 2013 frente al Doncaster Rovers, con una victoria por 3-1 por la League Cup.
Su debut por liga se produjo en una derrota por 2-0 frente al Millwall. El 5 de diciembre de 2013 firmó su primer contrato por tres años con el club.
El 1 de febrero de 2014 marcó su primer gol como profesional frente al Huddersfield Town en una apabullante victoria por 5-1.
Para el final de la temporada 2013/2014 fue elegido como el mejor juvenil del equipo, aparte de haber sido elegido como el tercer mejor juvenil entre todos los demás equipos de la The Championship.

## Selección nacional
El 5 de marzo de 2014 hizo su debut con la selección inglesa sub-19 en una victoria por 3-0 frente al combinado de Turquía.

## Clubes
| Club                           | País       | Año       |
| ------------------------------ | ---------- | --------- |
| Leeds United F. C.             | Inglaterra | 2013-2017 |
| Barnsley F. C.                 | Inglaterra | 2017-2021 |
| Oxford United F. C. (préstamo) | Inglaterra | 2017-2018 |
| West Bromwich Albion F. C.     | Inglaterra | 2021-     |
| Middlesbrough F. C. (préstamo) | Inglaterra | 2022-2023 |